# جوناثان إيف
جوناثان بول إيف (بالإنجليزية: Jonathan Ive) هو مصمم إنجليزي حائز على رتبة الإمبراطورية البريطانية. يشغل منصب رئيس للتصميم الصناعى في شركة أبل. حيث انضم إلى ابل سنة 1992م عرف بتصميمه لجهاز آيماك وأيضا بتصميم ماك بوك وماك بوك برو وآيفون وآي بود.

## النشأة المبكرة والحياة
ولد جوناثان إيف في كينج فورد هو حي من ضواحي لندن، وتقع على بعد 10 ميلا (16 كم) شمال شرق تشارينغ كروس. تاريخيا من ضواحى إسيكس، لندن في سنة 1967. ومع ذلك انتقلت أسرته إلى ستافوردشاير الذي نشأ فيه. وقال انه طرح من قبل والده معلمه وحضر مدرسة كينج فورد الأولية. ثم ذهب إلى حضور مدرسة التون الثانوية (ستافورد) في ستافورد، ومن ثم درس التصميم الصناعي في جامعة نورثمبريا (نيوكاسل البوليتكنيك في ذلك الوقت).
وفور أن أصبح مسجلا في والتون، أصبح منخرطا في مهارات الرسوم والأمور التقنية، وذلك من خلال والده في ذلك الوقت، جوني جنبا إلى جنب مع زملائه الأكبر سنا إنضم إلى الفرقة المسماة «الغراب الأبيض», التي كانت تعزف الروك الناعم. وقد حضروا جميعهم جميع زمالة كنيسة ايلدوود.
. كما التقى إيف بزوجته هيذر بيج خلال سنوات دراسته الثانوية. فهي أصغر منه بعام وقد تزوجا عام 1987، وله منها أولاد توأمين. العائلة تعيش الآن في سان فرانسيسكو.
جوني نفسه قد قال انه كان يعرف انه مهتم «بالرسم وصنع الاشياء» منذ حوالي سن 14 سنة. كانت فكرة التصميم تعتمل كثيرا في ذهنه لكنه كان غير متأكد تماما ماذا ينبغى عليه أن يصمم. وكانت اهتماماته واسعة جدا تشمل الأثاث، والمجوهرات والقوارب وحتى السيارات. ولم يكن أبدا متأكدا من أين يبدأ فضوله وإلى أين سيأخذه. لم يكن حتى التقى مع خبراء التصاميم المختلفة التي كان قادرا على مقابلتهم كى يدلوه على أسلوب مواصلة دراسته في تصميم المنتجات القياسية.
.
وكان إيف لايشعر دائما بالانفتاح مع أجهزة الكمبيوتر، ووجد أنها فعلا أشياء محبطة للغاية. وكانت التكنولوجيا بالفعل شيئا شعر أنه غير قادر على فهما وأنها لم تخلق له. اكتشف مرة ان أجهزةأبل الماك Mac شعر بالراحة حيالها أكثر. أدرك أنها ساعدت في كشف حيرته مرة واحدة وجلب نظرة أحدث وأكبر على تكنولوجيا أجهزة الكمبيوتر. بالنسبة له كان هذا الاكتشاف مهم لانه كان يأمل في تعزيز مهارات استخدام أجهزة الكمبيوتر وتصميمها
.

## المهنة

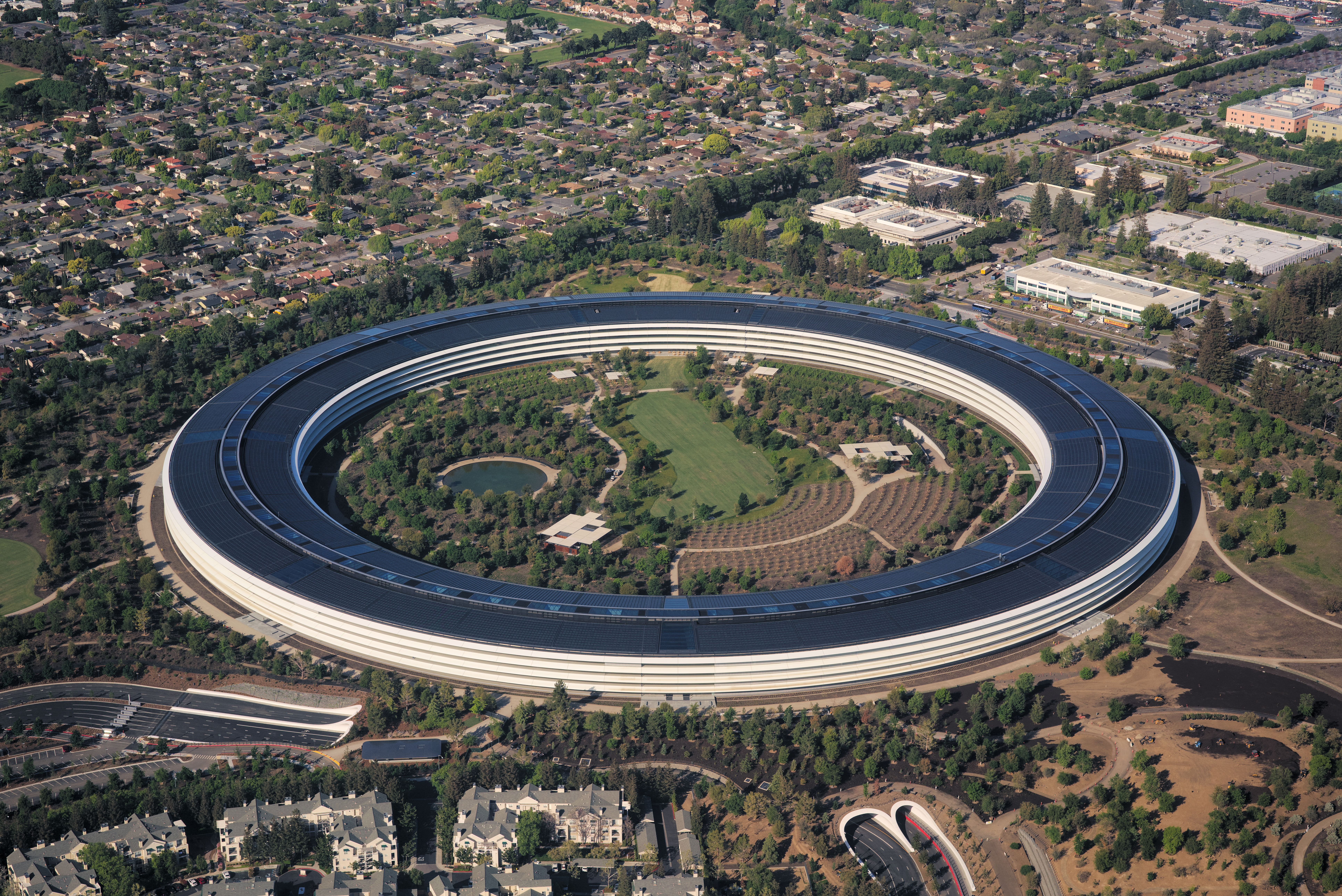
منظر جوي لآبل بارك

بعد الانتهاء من الدراسة، ذهب إيف ليصبح وأحدا من مؤسسي وكالة تصاميم لندن تانجرين. ثُم سرعانما تعاقد إيف في عام 1992 مع مدير شركة آبل آنذاك رئيس التصميم الصناعي روبرت برونر بعد أن أبرمت أبل عقدا للاستشارات الفنية مع تانجرين. ويا للسخرية، كانت شركة أبل واحدة من عملاء تانجرين
. حصل على منصبه الحالي في شركة أبل في عام 1997 كمنصب نائب الرئيس الأول للتصميم الصناعي بعد عودة ستيف جوبز، ومنذ ذلك الحين قاد فريق التصميم الصناعي المسؤول عن معظم منتجات الشركة الرئيسية للأجهزة. وحدث أن مشروع إيف لأول كان تصميم آيماك الذي ساعد في تمهيد الطريق لتصاميم أخرى كثيرة مثل آيبود وفي نهاية المطاف آيفون. وجعل ستيف جوبز التصميم عنصر رئيسي في إستراتيجية المنتجات للشركة، وشرع إيف لتثبيت وضع الشركة الرائد، بسلسلة من التصاميم الجميلة المنمقة الجاذبة لاهتمام الجُمهور 
أعمال ومبادئ ديتر رامس، رئيس التصميم في براون (الشركة) من عام 1961 حتى عام 1995، قد أثرت في عمل إيف. في جارى هوستوت جارى هوستوت هو المخرج المستقل والمصور يعمل في نيويورك ولندن. قد أنتج وأخرج عددا من الأفلام الوثائقية بما في ذلك فيلم هلفتيكا 2007 فيلم وثائقي Objectifiedهو فيلم وثائقي روائي طويل يعرض دراسة دور الكائنات غير الحية اليومية، والناس الذين يقومون بتصميم تلك الكائنات في حياتنا اليومية. والفيلم من إخراج غاري هوستوت.تم تجسيدها لأول مرة في الجنوب بواسطة مهرجان الجنوب الغربي في 14 مارس 2009.
(2009)، تنص على أن Rams أبل هي الشركة الوحيدة التي تقوم بتصميم المنتجات وفقا ل
Rams' ten principles of "good design"
.
ايفيس له مختبره الخاص مع فريق تصميم. وهم يعملون على الموسيقى وهو يمثل صديقا حميما لجوني، جون ديجويد يوفر. وقد قيل انه ليس غالبية الموظفين في آبل يسمح لهم بالوصول إلى هذا المختبر.
في مارس 2014، نشرت مجلة  تايم مقابلة مميزة مع إيف، والتي كشفت نظرة متفائلة لمستقبله مع أبل:...

نحن في بداية فترة رائعة، عندما سيتم وضع عدد ملحوظ من المنتجات. عندما كنت تفكر في التكنولوجيا وما مكنها منا أن نفعل حتى الآن، وما سوف تمكننا من القيام به في المستقبل، ونحن لسنا حتى على مقربة من أي نوع من الحد المسموح به. انها لا تزال حتى، جديدة جدا... في أبل، هناك ما يقرب من الفرح في النظر إلى ماتجهل كيفية تحقيقه وها هو قد تحقق، نجاح باهر، ونحن في طريقنا لمعرفة المزيد عن هذا، ونحلول في الوقت الذي ننتهي فيه من ذلك، ونحن في طريقنا حقا للفهم ونفعل شيئا كبيرا. "أبل هي الكمال، مثل كل مجموعة كبيرة من الناس. ولكن لدينا نوعية نادرة. هناك هذا، فهم غريزي تقريبا قبل أن لفظيا حول ما نقوم به، لماذا نحن نفعل ذلك. نحن نتقاسم نفس القيم.
في نفس المقابلة، صرح إيف انه يأمل أن أفضل أعماله لم تظهر بعد وأنه يُفضل عدم نشر اسمه كصانع للمنتجات، بدلا من المصمم. ويعتقد إيف أن هناك «تجدد فكرة أو ينبوعا من الأفكار والحرف» في عام 2014.

## مبادئ رامز العشرة للتصميم الجيد
التصميم الجيد
- أن يكون مبتكرا  -- أن إمكانات الإبداع ليست، بأي وسيلة، تكون استنفدت. التطور التكنولوجي وتقديم فرصا جديدة دائما للتصميم المبتكر. لكن التصميم المبتكر يتطور دائما جنبا إلى جنب مع التكنولوجيا المبتكرة، ولا يمكن أبدا أن يكون غاية في حد ذاته.
- أن يكون المنتج مفيدا" -- للاستخدام. وان يلبى معايير معينة، ليس فقط وظيفية، ولكن أيضا النفسية والجمالية. التصميم الجيد يشدد على فائدة المنتج، بينما يتجاهل أي شيء يمكن أن ينتقص من ذلك.
- أن يكون ذى لمسة جمالية  -- نوعية الشكل الجمالى للمنتج هي جزء لا يتجزأ من فائدته لأنه يتم استخدام منتجات كل يوم، ويكون لها تأثير على الناس ورفاهيتهم. يمكن الكائنات فقط المصنوعة بجمال وإتقان أن يكون لها التأثير على الناس.
- أن يكون المنتج مفهوما-- حيث تتضح هيكلية المنتج. أفضل من ذلك، يمكن أن تجعل المنتج معبرا بوضوح عن وظيفته من خلال الاستفادة من الحدس للمستخدم. في أحسن الأحوال، فإنه يكون غنيا عن الشرح.
- أن لا يكون مزعجا  -- المنتجات التي تفى الوفاء بغرض لها أدوات. فهي ليست ديكورا ولا أعمالا فنية. وينبغي أن يكون تصميمها على حد سواء محايدا ومنضبطا لتترك مجالا للتعبير عن الذات للمستخدم.
- أن  يكون صادقا  -- وذلك يجعل المنتج أكثر ابتكارا، وقويا ويمتلك قيمة مما هو عليه حقا. لا تحاول التلاعب بعقل المستهلك مع الوعود التي لا يمكن الوفاء بها.

هل *طويلة الأمد ' - أنه يتجنب أن يكون من المألوف، وبالتالي يبدو أبدا العتيقة. على عكس تصميم عصري، فإنه يستمر سنوات عديدة - حتى في المجتمع بخس اليوم.
- هل شامل وصولا إلى أدق التفاصيل - لا شيء يجب أن يكون تعسفيا أو يترك للصدفة. الرعاية والدقة في عملية التصميم تظهر الاحترام تجاه المستهلك.
- هل يكون  صديقا للبيئة - تصميم يجعل مساهمة مهمة في الحفاظ على البيئة. انها تحافظ على الموارد ويقلل من التلوث البصري المادي ويطيل دورة حياة المنتج.
- هل هو  تصميم أقل بقدر الإمكان - أقل، ولكن أفضل - لأنه يركز على الجوانب الأساسية، وليس مثقلة المنتجات مع غير الضروريات. العودة إلى النقاء، والعودة إلى البساطة.

## وصلات خارجية
- جوناثان إيف على موقع IMDb (الإنجليزية)
- جوناثان إيف على موقع الموسوعة البريطانية (الإنجليزية)
- جوناثان إيف على موقع إن إن دي بي (الإنجليزية)
- جوناثان إيف على موقع قاعدة بيانات الفيلم (الإنجليزية)